# Trương Phụ
Trương Phụ (tiếng Trung: 張輔, 1375 – 1449), tự Văn Bật (文弼), là một tướng lĩnh, đại thần của nhà Minh từ đời Minh Thành Tổ Chu Đệ đến đời Minh Anh Tông Chu Kì Trấn.

## Tiểu sử
Trương Phụ là con trưởng của Trương Ngọc, một tướng lĩnh lập được nhiều công lao thời Minh Thái Tổ và Minh Thành Tổ. Trương Ngọc là tướng tâm phúc của Chu Đệ khi còn là Yên vương. Sau khi Trương Ngọc mất, Phụ kế nghiệp cha và lập được nhiều chiến công. Đến khi Chu Đệ lên ngôi, phong cho Trương Phụ làm Tín An bá, bổng lộc nghìn thạch. Năm 1405, Minh Thành Tổ sai Thành quốc công Chu Năng cùng Tân Thành hầu Trương Phụ đem 20 vạn quân sang đánh nhà Hồ, giữa lúc đó Chu Năng chết (tháng 1 năm 1406) nên Trương Phụ được phong làm Chinh Di tướng quân thay thế. Tại Đại Ngu, trong giai đoạn từ 1406 - 1417, Trương Phụ nhiều lần cầm quân đánh bại lực lượng nhà Hồ và nhà Hậu Trần. Tháng 8 năm 1407, sau khi đánh bại nhà Hồ, Trương Phụ cùng Mộc Thạnh đem quân về, được phong làm Anh quốc công (英國公), bổng lộc 3.000 thạch.
Năm 1424, Minh Thành Tổ đã 65 tuổi nhưng vẫn đem quân chinh phạt Mông Cổ lần thứ năm, tháng 7 năm đó ốm nặng, trước khi qua đời cho triệu kiến Phụ dặn lo hậu sự, phò tá Thái tử Chu Cao Xí (Minh Nhân Tông). Năm 1425, Hán vương Chu Cao Hú làm phản, Minh Tuyên Tông quyết định thân chinh, Trương Phụ chỉ huy quân đội tác chiến, Cao Hú bị đánh bại phải đầu hàng. Trong thời kỳ trị vì của Minh Tuyên Tông, về văn có "Tam Dương" (Dương Sĩ Kỳ, Dương Vinh, Dương Phổ), Kiển Nghĩa, Hạ Nguyên Cát, về võ có Trương Phụ, Vu Khiêm, Chu Thầm,...
Đến khi An Viễn hầu Liễu Thăng (柳升) bại trận tử vong năm 1427 tại núi Mã Yên, Lạng Sơn, Minh Tuyên Tông triệu tập đại thần nghị sự, ý muốn bỏ Giao Chỉ (Đại Việt). Trương Phụ phản đối nhưng không thành.
Thời Chính Thống, Minh Anh Tông tin dùng hoạn quan Vương Chấn, các ý kiến của Phụ không được trọng dụng, dù Phụ khi đó là một trong năm đại thần quan trọng nhất (cùng Tam Dương và Kiển Nghĩa).
Năm 1449, Trương Phụ khi đó 75 tuổi, không có quyền quyết định trận mạc, nhiều lần can ngăn nhưng không thành, buộc phải cùng Minh Anh Tông đem 500.000 quân đánh 20.000 kỵ binh Ngõa Thích của Dã Tiên (tức bộ lạc Oirat của người Mông Cổ do thủ lĩnh Esen Tayisi chỉ huy). Trận này quân Minh đại bại, Phụ tử trận tại Thổ Mộc bảo, Minh Anh Tông bị bắt sống. Sau này nhà Minh truy phong là Định Hưng vương, thụy Trung Liệt (忠烈).

## Xâm lược Đại Việt

### Sang đánh lần thứ nhất
Tháng 9 năm 1406, Chinh Di hữu phó tướng quân đeo ấn Chinh Di tướng quân Tân Thành hầu Trương Phụ, tham tướng Hoàng Dương bá (Vân Dương bá) Trần Húc, đem 40 vạn quân từ Quảng Tây đánh vào cửa ải Pha Lũy (Nam Quan). Quân của Trương Phụ liên tiếp đánh lui hai đạo quân nhà Hồ gồm 2 vạn và 3 vạn người để tiến vào nước Nam. Chinh Di tả phó tướng quân Tây Bình hầu Mộc Thạnh (沐晟), tham tướng hữu đô đốc đồng tri Phong Thành hầu Lý Bân cũng đem 40 vạn quân từ Vân Nam đánh vào cửa ải Phú Lệnh (Hà Giang), xẻ núi, chặt cây, mở đường tiến quân. Hai đạo quân tổng cộng là 80 vạn (nhưng con số này có lẽ chỉ là khoa trương thanh thế, còn Minh sử ghi rằng số quân Minh chiến đấu sang Đại Ngu thực tế là 215.000 người).
Tháng 11, quân Minh hội ở sông Bạch Hạc, bày doanh trại bờ bắc sông Cái, đến tận Trú Giang.
Sáng ngày 12 tháng 12, Trương Phụ cùng đô đốc Hoàng Trung, đô chỉ huy Thái Phúc tiến công phía tây bắc thành Đa Bang, Mộc Thạnh cùng đề đốc Trần Tuấn tiến công phía đông nam thành. Xác chết chất cao ngang với thành mà quân Minh vẫn tiến đánh. Nguyễn Tông Đỗ, chỉ huy quân Thiên Trường đào thành cho voi ra. Người Minh dùng hỏa tiễn bắn voi. Voi lui lại, người Minh theo voi đánh vào, thành bị hạ. Các quân ở dọc sông đều tan vỡ, lui giữ Hoàng giang. Người Minh vào Đông Đô bắt cướp con gái, ngọc lụa, thống kê lương chứa, chia quan làm việc, chiêu tập dân xiêu tán, làm kế ở lâu dài. Chúng thiến hoạn nhiều con trai nhỏ tuổi và thu lấy tiền đồng ở các xứ, cho chạy trạm đưa về Kim Lăng.
Trong các trận đánh đầu tháng 2 năm 1407, quân Minh đã tiêu diệt hơn 37.390 binh lính nhà Hồ. Trong trận Lục Giang ngày 21 tháng 2 năm 1407, quân Minh giao chiến với quân Hồ Nguyên Trừng có hơn 500 chiến thuyền. Dựa vào ưu thế hỏa lực áp đảo, quân Minh giết hơn 10.000 quân Hồ. Tài liệu Minh ghi rằng tên đạn trận đó bắn ra như sao sa, chớp giật.
Ngày 4/5/1407, quân hai bên lại giao chiến lớn ở cửa Hàm Tử, quân Hồ huy động đến 70.000 binh lính, với rất nhiều chiến thuyền, đậu đầy trên sông đến 10 dặm. Quân Minh lại đánh bại quân nhà Hồ, giết hơn 10.000 người, bắt đến một ngàn thuyền chiến. Ngày 10 tháng 5, quân nhà Hồ lại thua một trận nữa ở Thanh Hóa, mất đến 10.000 quân nữa.
Ngày 11 tháng 5 năm 1407, quân Minh bắt được thượng hoàng Hồ Quý Ly, ngày 12 tháng 5 bắt vua Hồ Hán Thương. Trương Phụ, Mộc Thạnh sai đô đốc thiêm sự Liễu Thăng; hoành hải tướng quân Lỗ Lân; thần cơ tướng quân Trương Thăng, đô chỉ huy sứ Du Nhượng; chỉ huy đồng tri Lương Định; chỉ huy thiêm sự Thân Chí bắt giải Quý Ly cùng các con, cháu; các tướng Đông Sơn Hương hầu Hồ Đỗ, hành khiển Nguyễn Ngạn Quang, Lê Cảnh Kỳ; các tướng quân là Huyện bá Đoàn Bổng, Đình bá Trần Thang Mông, Trung lang tướng Phạm Lục Tài cùng các ấn tín và 17 ngàn thợ khéo đến Kim Lăng để dâng.

### Sang đánh lần thứ hai

#### Đánhnhà Hậu Trần
Năm 1408, tôn thất nhà Trần là Trần Ngỗi khởi binh ở Mô Độ (Ninh Bình), xưng là Giản Định đế. Giản Định đế phong Đại tri châu Hoá Châu Đặng Tất làm Quốc công, cùng tiến quân ra Bắc, đánh bại 10 vạn quân Minh do Chinh Di tướng quân Mộc Thạnh chỉ huy trong trận Bô Cô. Mộc Thạnh phải chạy về thành Đông Quan. Tháng 7 năm 1409, Trương Phụ lại đem quân sang cứu viện, thế quân Minh lại lên. Biết quân Nam mạnh về thủy chiến, Trương Phụ cho đóng nhiều thuyền chiến để nghênh địch.
Tháng 8, Trùng Quang Đế cầm cự với Trương Phụ ở Bình Than. Vua lệnh cho Đặng Dung giữ cửa Hàm Tử. Bấy giờ lương thực rất thiếu thốn, Dung chia quân đi gặt lúa sớm để cấp cho quân. Quân Minh dò biết, dùng thủy quân đánh cửa Hàm Tử, quân Dung tan vỡ. Minh sử ghi lại Trương Phụ đánh với 20.000 quân Hậu Trần có 600 thuyền chiến, giết hơn 3.000 người, số bị chết đuối "vô số", và bắt được hơn 400 thuyền chiến.
Ngày 6/9/1409, quân Minh lại giao chiến với quân Hậu Trần ở cửa sông Thần Đầu. Quân Hậu Trần có đến 400 chiến thuyền, tiến đánh rất hăng hái, nhưng không đọ lại được với hỏa lực quân Minh nên phải rút lui.
Quân Minh đuổi theo quân Hậu Trần, đến ngày 7 tháng 2 năm 1410 đuổi đến châu Ngọc Ma thì thổ binh người Thái cùng voi chiến đổ ra đánh. Quân Minh dùng hỏa hổ bắn voi và quản tượng, voi hoảng sợ quay đầu chạy, quân Thái tan vỡ.
Đến ngày 12 tháng 2 năm 1410, quân Trương Phụ lại giao chiến với 2 vạn quân Hậu Trần tại Đông Hồ, giết 4.500 người và bắt làm tù binh 2.000 người, quân Trần thua phải chạy về Nghệ An.
Tháng 6 năm 1412, Trương Phụ và Mộc Thạnh đem quân đánh Nghệ An, gặp Nguyễn Súy, Nguyễn Cảnh Dị, Đặng Dung ở Mô Độ. Hai bên liều chết đánh nhau chưa phân thắng bại thì Súy và Cảnh Dị vượt biển chạy, Hồ Bối bỏ thuyền lên bờ. Đặng Dung thế cô, không có cứu viện, liền đi thuyền nhẹ vượt biển trốn đi.
Tháng 4 năm 1413, Trương Phụ lại đánh vào Nghệ An. Trùng Quang Đế rời đến Hóa Châu.
Tháng 9, Trương Phụ đánh nhau với Nguyễn Suý ở cửa Sái Đà (sông Ái Tử). Quân hai bên đang cầm cự nhau, Đặng Dung mai phục binh tượng, nửa đêm đánh úp doanh trại Phụ. Dung nhảy lên thuyền của Phụ, định bắt sống Phụ nhưng không nhận ra. Phụ đi thuyền nhỏ trốn chạy. Quân Minh tan vỡ đến một nửa, thuyền bè, khí giới bị đốt phá gần hết, nhưng Nguyễn Súy không chịu hợp sức đánh. Trương Phụ thấy quân Dung ít, quay lại đánh. Quân của Đặng Dung thua chạy.
Tháng 10, Trương Phụ cho đô đốc Hoàng Trung đi dò trước, chặn ở thượng lưu. Nguyễn Súy sai ba thích khách, đội cỏ xuôi dòng đến thuyền Phụ. Một người trèo lên mũi thuyền, hai người trèo lên đuôi thuyền. Phụ biết, bắt được hai người, giết một người, thả một người, lại còn cho tiền bạc. Hôm sau Phụ hội họp các tướng nghị bàn, Hoàng Trung nói không hợp ý Phụ, Phụ nổi giận kể tội Trung phòng giữ không nghiêm, để đến nỗi có chuyện khích thách, rồi chém Trung. Các tướng đều tái mặt đi. Tháng 11, Nguyễn Cảnh Dị và Đặng Dung bị Trương Phụ nhà Minh bắt sống. Cảnh Dị mắng ngay vào mặt Phụ:
"Tao định giết mày, lại bị mày bắt", chửi Phụ luôn miệng. Phụ giận lắm, giết Dị rồi lấy gan ăn.
Trùng Quang Đế chạy sang Lão Qua. Phụ sai người lùng bắt được, đưa đến cửa quân. Người Thuận Hóa đều hàng. Nhà Hậu Trần mất.
Tháng 4 năm 1414, Trương Phụ, Mộc Thạnh, Trần Hiệp đem Trùng Quang Đế, Nguyễn Súy và Đặng Dung về Đông Quan. Sai người giải về Yên Kinh. Trùng Quang Đế đi đến nửa đường nhảy xuống nước chết. Súy thấy Trùng Quang Đế đã nhảy xuống nước chết, ngày ngày chơi cờ với viên chỉ huy coi giữ mình, thành quen, mới lấy bàn cờ đánh hắn ngã xuống nước chết, Súy cũng nhảy xuống nước chết. Tháng 7, Trương Phụ ra lệnh cho các phủ, châu, huyện, phàn quân nhân bắt được tôi tớ, cùng đàn bà con gái trốn đi xứ khác thì giải về cửa quân. Tháng 8, Trương Phụ, Mộc Thạnh và Trần Hiệp trở về Bắc, chia quân trấn giữ. Hoàng Phúc ở lại.
Tháng 10 năm 1415, Trương Phụ giữ chức Chinh Lỗ phó tướng quân, lại sang trấn thủ. Đây là lần thứ 3 Phụ sang Việt Nam.
Tháng 2 năm 1416, Trương Phụ ra lệnh xét duyệt danh số thổ quân, lấy một phần ba số hộ khẩu chia về các vệ, sở. Mỗi hộ định mức là 3 đinh. Từ Thanh Hóa trở vào Nam, nhân đinh thưa thớt, định mức là 2 đinh. Chỗ nào không phải là vệ, sở mà là nơi quan yếu, cũng lập đồn lũy, lấy dân binh canh giữ.
Tháng 9, quân lính huyện Tân An nổi lên, Trương Phụ dẹp được.
Năm 1417, Nội quan nhà Minh Mã Kỳ tâu rằng Trương Phụ ở Giao Chỉ chọn lấy những thổ nhân mạnh khỏe can đảm làm vi tử thủ , hoàng đế nhà Minh nghi ngờ, gọi Phụ về, sai Phong Thành hầu Lý Bân giữ chức Tổng binh Chinh Di tướng quân sang thay Phụ trấn giữ.

#### Đánh quân Hoàng Nghiêu
Quân Lam Sơn của Lê Lợi không đối đầu với Trương Phụ trận nào. Trong tất cả các tướng lĩnh Lam Sơn, Nguyễn Chích là người duy nhất từng đối đầu với Trương Phụ, tuy nhiên cuộc đối đầu trong thời gian Nguyễn Chích chưa gia nhập quân Lam Sơn.
Trong tác phẩm Việt kiệu thư, Lý Văn Phượng, một nhân vật đời Minh đã có những mô tả cụ thể về cuộc đàn áp của Trương Phụ vào căn cứ của một cuộc khởi nghĩa nông dân tại một vùng đá vôi ở Nam Thanh Hóa vào năm 1412. Thậm chí, ông (Lý Văn Phượng) còn tường thuật chi tiết rằng vào lúc nghĩa quân, dưới áp lực quá mạnh mẽ của quân Minh, đã sắp sửa tan vỡ thì vừa khi đó, Trương Phụ nhận được tin thám báo rằng đoàn thuyền chiến của Nguyễn Suý - một trong những đại thần chủ chốt nhất của Trùng Quang Đế nhà Hậu Trần đang chuẩn bị đi ngang qua. Và Phụ quyết định rượt theo "con cá to". Do đó, nghĩa binh mới sống sót.
Tuy vậy, trong tác phẩm của mình, Lý Văn Phượng không nêu được tên vị chỉ huy đám nghĩa binh nông dân. Các sử gia hiện đại của Việt Nam đã chứng tỏ rằng mô tả về địa hình và thời gian của tác giả họ Lý phù hợp và trùng khít với khu căn cứ Hoàng Nghiêu và người chỉ huy chiến binh bên phía Việt Nam là Nguyễn Chích. Tám năm trước khi gia nhập quân Lam Sơn (năm 1420), Nguyễn Chích đã từng đối đầu với viên Tổng binh Trương Phụ (1412).

### Vấn đề hỏa lực trong chiến tranh với Việt Nam
Trương Phụ là một tướng giỏi của nhà Minh, tài năng bộc lộ rõ rệt trong Chiến dịch chinh phạt Giao Chỉ. Không những giỏi về chiến thuật, Trương Phụ còn biết mua chuộc, thâu tóm quan, tướng đối phương về với mình để làm suy yếu đối phương, từ đó tiêu diệt họ. Khi xâm lược đến đâu Trương Phụ trừng phạt nghiệt ngã đối phương, giết chóc không nương tay để làm đối phương hoảng sợ, mất tinh thần chiến đấu. Các chiến thắng của Trương Phụ được một số người lý giải bởi việc sử dụng triệt để lợi thế kỹ thuật vượt trội của nhà Minh về hỏa khí để đánh bại quân Nam.
Khi Lê Lợi khởi nghĩa, tác giả Sun Laichen cho rằng ông cũng học hỏi từ cách cầm quân của Trương Phụ, sử dụng hỏa khí rất hữu hiệu để đánh lại quân Minh và giành được những thắng lợi quan trọng, như trận đánh Vương Thông ngày 8 tháng 5 năm 1426, quân Lam Sơn đánh bại 10 vạn quân Vương Thông, tiêu diệt trên 5 vạn, bắt sống 1 vạn, khiến "vô số" quân Minh chết đuối (Minh sử ghi từ 2 đến 3 vạn quân tử trận). Nếu như trước kia thành Đa Bang thất thủ là điểm khởi đầu cho thất bại của nhà Hồ, thì sau khi khi 8 vạn quân Lam Sơn vây hạ thành Xương Giang có 2.000 quân cố thủ, quân Minh cũng không gượng dậy được. Trong số 15 vạn quân tiếp viện nhà Minh gửi sang, có tới 9 vạn quân bỏ mạng trong các trận đánh tiếp theo, dù rằng cả hai tướng chỉ huy, Liễu Thăng và Mộc Thạnh đều đã từng tham gia các chiến dịch chinh phạt An Nam, bản thân Liễu Thăng cũng tử trận. Trợ bên cạnh máy bắn đá, tên có đầu tẩm dầu và câu liêm.

## Nhận định
Phụ được xem một viên tướng giỏi đánh trận, cầm quân ở Đại Việt gần như trận nào cũng thắng. Khi Vương Thông bị vây hãm trong thành Đông Quan có gửi thư về cầu viện bị Lê Lợi bắt được, trong đó có viết về Phụ như sau: "... quân để dùng phải được như số quân đi đánh lúc đầu, và phải được 6, 7 viên đại tướng như Trương Phụ mới có thể đánh được...". Tuy nhiên, với người Việt thì Trương Phụ cũng là một kẻ tàn bạo, làm những việc hung ác ghê gớm như giết sứ Hậu Trần là Nguyễn Biểu, chôn sống hàng ngàn tù binh rồi chất xác họ thành núi, hoặc rút ruột người treo lên cây, hoặc nấu thịt người để lấy dầu.